# Elezioni parlamentari in Ungheria del 1971
Le elezioni parlamentari della Repubblica Popolare d'Ungheria del 1971 si sono tenute il 25 aprile.
Il Partito Socialista Operaio Ungherese era l'unico partito presente ed ha ottenuto 224 seggi su 352; gli altri 128 posti sono andati a candidati indipendenti scelti dal partito.

## Risultati
| Partito                              | Voti      | %   | Seggi |
| ------------------------------------ | --------- | --- | ----- |
| Partito Socialista Operaio Ungherese | 7.189.125 | 99  | 224   |
| Indipendenti                         | 7.189.125 | 99  | 128   |
| Contrari                             | 68.996    | 1   | 0     |
| Nulle                                | 76.797    | –   | –     |
| Totale                               | 7.334.918 | 100 | 352   |
| Fonte: Nohlen & Stöver               |           |     |       |